# Kyuss/Queens of the Stone Age
Kyuss/Queens of the Stone Age är en split-EP som gavs ut 9 december 1997. De första tre låtarna framförs av Kyuss och de övriga tre av gitarristen Josh Hommes nästa band Queens of the Stone Age.

## Låtlista
1. "Into the Void" (Geezer Butler/Tony Iommi/Ozzy Osbourne/Bill Ward) – 8:00  (Black Sabbath-cover)
2. "Fatso Forgotso" (Scott Reeder) – 8:33
3. "Fatso Forgotso Phase II (Flip the Phase)" (Josh Homme) – 2:17
4. "If Only Everything" (Josh Homme) – 3:32
5. "Born To Hula" (Josh Homme) – 5:05
6. "Spiders and Vinegaroons" (Josh Homme) – 6:24